# 李嘉威
李嘉威（Lee Kar Wai, Calvin，1983年4月3日—），香港男子射箭運動員。個人最佳成績為2014年所造出的654環（反曲弓），該成績同為目前的香港紀錄。

## 簡介
李嘉威自中二、三起愛上射箭，直至後來在香港大學生物科技系學士畢業，他仍堅持一邊工作，一邊練習射箭；其後更轉做全職射箭教練。
2011年10月，李嘉威在伊朗舉行的亞洲射箭錦標賽暨亞洲區奧運資格賽男子反曲弓組別晉級四強，成功取得奧運的參賽資格，是繼1992年馮翼後，20年來首位取得奧運資格的香港射箭運動員。 
2012年，李嘉威代表香港出戰英國倫敦舉行的奥林匹克运动会射箭比賽男子個人賽事。他在排名賽射出637環，在64名選手中排名60；及後在淘汰賽首圈以4比6不敵日本對手古川高晴，未能晉級。